# Arthur Rydstrøm
Arthur Rydstrøm (Noruega, 9 de febrero de 1896-24 de febrero de 1986) fue un gimnasta artístico noruego, subcampeón olímpico en 1920 en el concurso por equipos "sistema libre".

## Carrera deportiva
En las Olimpiadas celebradas en Amberes (Bélgica) en 1920 consigue la plata en el concurso por equipos "sistema libre", tras los daneses (oro), siendo sus compañeros de equipo los gimnastas: Karl Aas, Jørgen Andersen, Gustav Bayer, Jørgen Bjørnstad, Asbjørn Bodahl, Eilert Bøhm, Trygve Bøyesen, Ingolf Davidsen, Håkon Endreson, Jacob Erstad, Harald Færstad, Hermann Helgesen, Petter Hol, Otto Johannessen, John Anker Johansen, Torbjørn Kristoffersen, Henrik Nielsen, Jacob Opdahl, Alf Aanning, Frithjof Sælen, Bjørn Skjærpe, Wilhelm Steffensen, Olav Sundal, Reidar Tønsberg y Lauritz Wigand-Larsen.